# Летний театр Купеческого собрания
Ле́тний теа́тр Купе́ческого собра́ния — летний театр, работавший в Киеве в начале XX века.
Построен по проекту архитектора Э. П. Брадтмана в 1899—1901 годах в Купеческом саду (ныне Крещатый парк). Театр представлял собой двухэтажное деревянное помещение с хорошо оборудованной сценой. Сгорел осенью 1919 года.
С Летним театром Купеческого собрания связана работа многих деятелей украинского национального театра — М. Л. Кропивницкого, Н. К. Садовского, М. К. Заньковецкой, П. К. Саксаганского и других. На сцене театра впервые выступили В. С. Василько, Б. В. Романицкий и И. С. Козловский. В 1915—1916 годах здесь работала труппа «Товарищества украинских актёров» под руководством И. А. Марьяненко. Последние представления летом 1919 года дал Первый театр Украинской советской республики им. Т. Г. Шевченко.